# Kitte Wagner
Kitte Wagner (født 11. juli 1968) er uddannet i kommunikation og dramaturgi fra Roskilde Universitetscenter. Hun blev i 1996 ansat på Betty Nansen Teatret, hvor hun ud over at være teaterchef Peter Langdals og direktør Henrik Hartmans højre hånd, fungerede som manuskriptudvikler på en lang række forestillinger, blandt andre Grækerne, Jeff Koons, Projekt De andres Tanker og Når vi døde vågner. Senest har hun i samarbejde med blandt andet Jonatan Spang udviklet SKRAKO-forestillingerne Gynt og Købmanden samt Jonatan Spangs soloshow Damer.
Den 1. juli 2007 tiltrådte hun som direktør for Nørrebros Teater, sammen med Jonatan Spang, hvor de ville udvikle det moderne, underholdende teater med særlig fokus på stand-up, komedie og musikteater. Pr. 1. juli 2009 overtog hun ledelsen alene, samtidig med at det gamle Rialto Teatret fungerede som en anneksscene for Nørrebro Teater under navnet Frederiksbergscenen.
Kitte Wagner stoppede 1.1.2015 som direktør for Nørrebro Teater, for i stedet at fortsætte sin ledelseskarriere inden for den sociale fond Askovfonden.
Den 7. juni 2016 vedtog bestyrelsen at hun fra den 1. oktober 2016 skal arbejde som ny administrerende direktør og kunstnerisk leder for Malmö stadsteater. Malmö Stadsteater er et af Sveriges største regionalteatre som under Kitte Wagners ledelses bla. gennemgår en stor ombygning i samarbejde med det engelske arkitektfirma HaworthTompkins med målet at åbne teatrets smukke og kulturarvsbeskyttede Hippodrom-scene for Malmöboerne og skabe åben cafe samt ateljer for børn og unge i dagstimerne. Kunstnerisk er Kitte Wagner optaget af at styrke og involvere teatrets skuespillerensemble i repertoirelægningen hvilket praktiseres vha ca. 14 workshops om året med instruktører som afprøver ideer på gulvet med teatrets faste ensemble. 
Fra og med 1. januar 2024 er Kitte Wagner ny administrerende direktør for Sveriges Nationalscene Kungliga Dramatiska Teatern i Stockholm. Hun indgår i delt lederskab med den kunstneriske chef Mattias Andersson.
Siden 1.1.2020 medlem af Det Kongelige Teaters bestyrelse